# Äbylchan Amankuł
Äbylchan Bekmuratuły Amankuł (kaz. Әбілхан Бекмұратұлы Аманқұл; ur. 29 lipca 1997 r. w Tarazie) – kazachski bokser występujący w wadze średniej, srebrny medalista mistrzostw świata i igrzysk azjatyckich, brązowy medalista mistrzostw Azji.

## Kariera
W 2017 roku zdobył brązowy medal mistrzostw Azji rozegranych w Taszkencie, przegrywając po decyzji sędziów w półfinale z Uzbekiem Isroilem Madrimovem. Na początku września tego samego roku podczas mistrzostw świata w Hamburgu przegrał w finale z Ukraińcem Ołeksandrem Chyżniakiem, zdobywając srebrny medal. Rok później ponownie wywalczył srebro, ale tym razem na igrzyskach azjatyckich w Dżakarcie. W decydującej walce powtórnie lepszy okazał się Isroil Madrimov z Uzbekistanu.